# Ferrocarril en Guyana
Los ferrocarriles de Guyana comprendían dos ferrocarriles públicos, el Demerara-Berbice y el Demerara-Essequibo. También hay varios ferrocarriles industriales, principalmente para la industria de la bauxita. El ferrocarril Demerara-Berbice es el más antiguo de Sudamérica. Ninguno de los ferrocarriles está en funcionamiento en el siglo XXI.

## Ferrocarril Demerara-Berbice

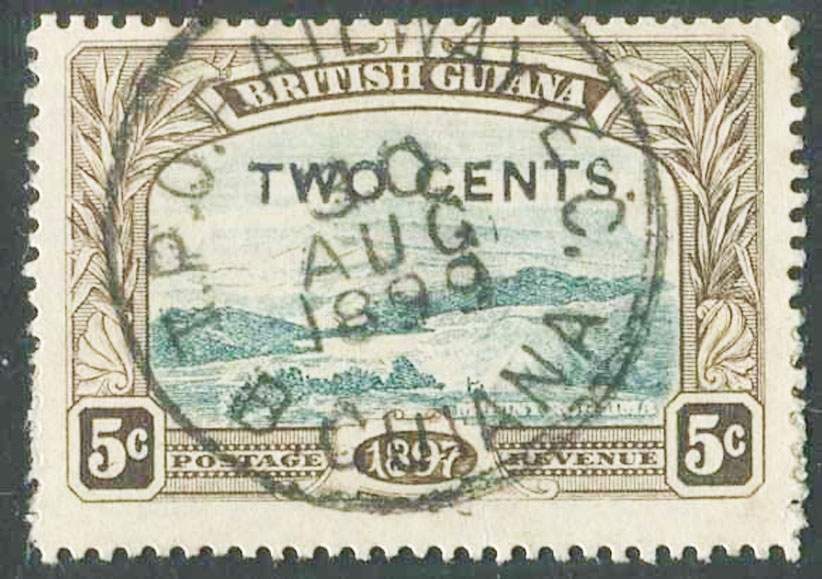
Sello de 1899 que representa el monte Roraima con un matasellos de la Oficina Postal Viajera del Ferrocarril de la Costa Este.

El ferrocarril Demerara-Berbice, construido en la entonces Guayana Británica (ahora Guyana), fue el primer sistema ferroviario del continente sudamericano. Tenía un ancho de vía estándar de 1.435 mm y fue operado primero por la Demerara Railway Company, una empresa privada, pero se vendió al Departamento de Transporte Colonial del Gobierno, que asumió el control a partir del 1 de enero de 1922.

### Ruta
El ferrocarril recorría 97,4 kilómetros a lo largo de la costa, desde la capital y principal puerto, Georgetown, en Demerara, hasta Rosignol, en Berbice, desde donde se conectaba con un transbordador a través del río Berbice hasta Nueva Ámsterdam.

### Historia
El proyecto de ley que proponía la construcción del ferrocarril fue aprobado en julio de 1846. El arquitecto y artista británico-estadounidense Frederick Catherwood fue quien diseñó, midió y construyó el ferrocarril. Todas las estaciones, puentes, almacenes y otras instalaciones fueron construidas por John Bradshaw Sharples. La financiación corrió a cargo de la Demerera Sugar Company, que deseaba transportar su producto al muelle de Georgetown. La construcción se realizó por tramos y el primero, de Georgetown a Plaisance, se inauguró el 3 de noviembre de 1848. El día de la inauguración se produjo la muerte de uno de los directores del ferrocarril al ser atropellado por la locomotora.
En 1854 se completó una extensión a Belfield, en 1864 a Mahaica y finalmente a Rosignol durante 1897-1900.
En 1948 se desmanteló el sistema ferroviario de las Bermudas y se vendió al gobierno de la Guayana Británica (como era entonces el país) para rejuvenecerlo. Las locomotoras (de gasolina o diésel [sólo 2]) y los vagones se restauraron por completo, pintándose estos últimos de color verde oscuro. En 1953 las líneas públicas de la colonia transportaron 1.772.954 pasajeros y 92.769 toneladas de mercancías. Nunca se llevó a cabo un audaz plan para ampliar el ferrocarril hacia el sur, hasta Brasil.
El sistema ferroviario público fue desmantelado por etapas por el entonces presidente Forbes Burnham, y cerrado en 1972.
El Lamaha Calle terminus del Demerara-Berbice el ferrocarril estuvo convertido a un autobús terminal subsiguiente al encierro del ferrocarril.

### Servicio
Tras la inauguración en 1848, había dos trenes de ida y vuelta al día entre Georgetown y Plaisance.
En 1922 había un tren cada día de la semana, que salía de Georgetown a las 08:00 y regresaba por la tarde.
El servicio ferroviario Georgetown-Rosignol finalizó en 1972.

#### Infraestructura
Había tres puentes principales en la línea, todos construidos en acero, que cruzaban los ríos Mahaica, Mahaicony y Abary.
Había diecisiete estaciones en el ferrocarril Demerara-Berbice:
- Georgetown
- Bel Air
- Plaisance
- Beterverwagting
- Buxton
- Nonpareil
- Enmore
- Golden Grove
- Belfield
- Clonbrook
- Mahaica
- de Kinderen
- Mahaicony
- Belladrum
- Lichfield
- Fort Wellington
- Rosignol

### Material rodante
En 1936, al Departamento de Transporte Colonial había 16 locomotoras, 39 coches de pasajeros y 283 vagones de carga.

#### Locomotoras
| Adquirida | Retirada | Nombre      | Número | Coste  | Uso             | Notas        |
| --------- | -------- | ----------- | ------ | ------ | --------------- | ------------ |
| 1847      |          | Mosquito    |        |        |                 | [ 5 ]        |
| 1847      |          | Sandfly     |        |        |                 | [ 5 ]        |
| 1847      |          | Firefly     |        |        |                 | [ 5 ]        |
| 1863      |          | Alexandra   |        | £1,593 | Motor de relevo | [ 8 ]        |
| 1863      | 1921     | Victoria    |        | £1,593 |                 | [ 8 ]        |
| 1924      |          | Sir Wilfred | 30     |        |                 | [ 9 ]        |
| 1924      |          | Sir Graeme  | 31     |        |                 | [ 9 ] [ 10 ] |
| 1946      |          | Sir Gordon  | 34     |        |                 | [ 9 ]        |
| 1946      |          | Sir John    | 35     |        |                 | [ 9 ]        |

## Ferrocarril Demerara-Essequibo

### Ruta

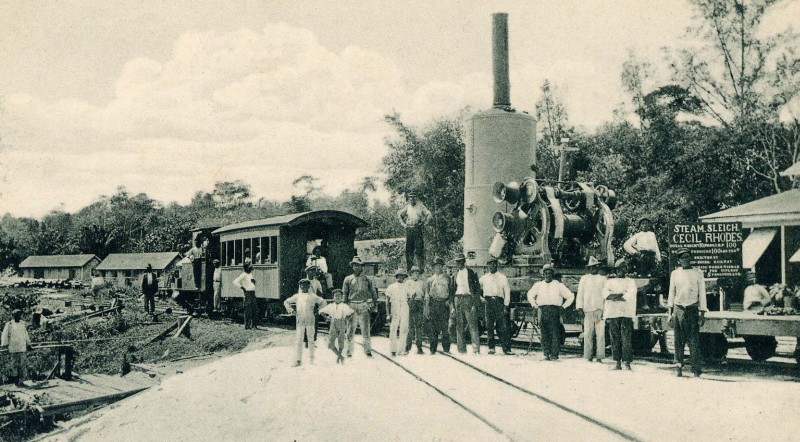
El "Steam Slide Cecil Rhodes" en el Demerara Essequibo Railway, cerca de Wismar, en el río Demerara.

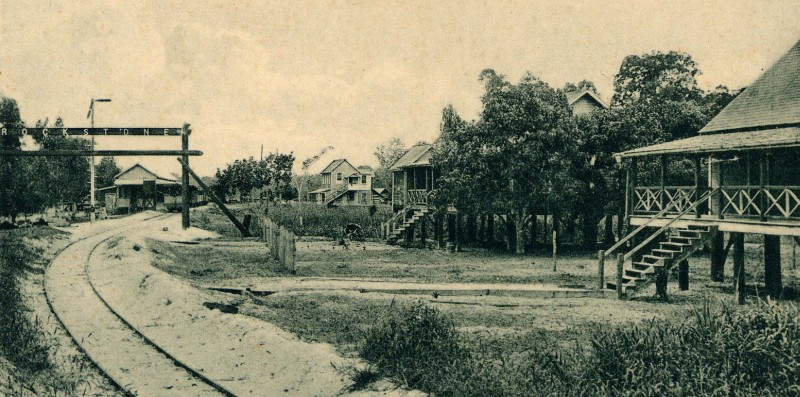
Terminal del río Rockstone del ferrocarril Demerara Essequibo en el río Essequibo.

El segundo ferrocarril de Guyana, el Demerara-Essequibo, tenía un ancho de vía de 1.067 mm y recorría 29,8 km a lo largo de la costa oeste de Demerara, desde Vreed en Hoop, en la orilla izquierda del río Demerara, hasta Parika, en el río Essequibo.

### Historia
Su primer tramo se instaló desde Vreed-en-Hoop hasta Greenwich Park hacia 1899 y se amplió hasta Parika en 1914.
El servicio ferroviario Demerara-Essequibo finalizó en 1974.

### Servicio
En 1922 había tres trenes de ida y vuelta cada día, programados para interconectarse con la llegada y salida de los transbordadores de vapor.

### Infraestructura
En 1974 había ocho estaciones de ferrocarril en la línea Demerara-Essequibo:
- Vreed-en-Hoop
- Windsor Forest
- Hague
- Leonora
- Uitvlugt
- de Kinderen
- Tuschen
- Vergenoegen
- Greenwich Park
- Parika

Entre las estaciones había una serie de paradas menores, llamadas andenes, por ejemplo en Crane, Blankenberg, Den Amstel, Cornelia Ida, Stewartville, De Willem, Farm.
Había un puente ferroviario de construcción metálica que cruzaba el río Boeraserie.

## Ferrocarriles industriales
Los sistemas ferroviarios industriales siguieron funcionando tras el cierre del sistema público e incluían varios en las explotaciones mineras de bauxita y otro que unía Port Kaituma y Matthew's Ridge en el Distrito Noroeste.
En 1897, se construyó un ferrocarril industrial de 29,8 kilómetros y 1.000 mm de ancho de vía entre Rockstone y Wismar (actualmente llamada Linden) a través de la cuenca entre los ríos Demerara y Essequibo. El río Essequibo era difícil de navegar, pero el río Demerara era apto para los barcos oceánicos. La línea de ferrocarril daba acceso a los campos de oro, balatá y plantaciones de madera dura. En 1936, había 14 locomotoras y 272 vagones de carga. El ferrocarril se cerró en la década de 1940.